# Saint-Loup-de-Gonois
Saint-Loup-de-Gonois település Franciaországban, Loiret megyében. Lakosainak száma 107 fő (2018. január 1.). Saint-Loup-de-Gonois Mérinville, Courtemaux és Louzouer községekkel határos.

## Népesség
A település népessége az elmúlt években az alábbi módon változott:
| Lakosok száma | 94   | 83   | 77   | 102  | 103  | 110  | 97   | 87   | 97   | 107  |
|               | 1968 | 1975 | 1982 | 1999 | 2006 | 2011 | 2013 | 2016 | 2017 | 2018 |